# Мамели, Гоффредо
Гоффредо Мамели (итал. Goffredo Mameli, 5 сентября 1827, Генуя — 6 июля 1849, Рим) — итальянский поэт, писатель и деятель итальянского Рисорджименто, автор текста нынешнего итальянского национального гимна.

## Биография
Родился в Генуе в семье аристократов; отец Гоффредо был контр-адмиралом, командующим флотом Сардинского королевства. Из-за угрозы эпидемии холеры в возрасте семи лет Гоффредо был отправлен на Сардинию, но вскоре вернулся в Геную, чтобы завершить образование.
В 1847 году Гоффредо вступил в Società Entelema, культурное движение, которое скоро превратилось в политическое, и заинтересовался идеями Джузеппе Мадзини. Вместе с Нино Биксио (впоследствии сподвижником Д. Гарибальди) Г. Мамели работал в комитете по здравоохранению, став убеждённым сторонником Мадзини. В марте 1848 года, во время войны с Австрией, узнав о восстании в Милане, Мамели организовал военную экспедицию — с 300 другими патриотами присоединился к войскам Биксио, которые заняли город. Г. Мамели получил звание капитана в нерегулярной армии Гарибальди.
Вернувшись в Геную, Г. Мамели занимался литературной деятельностью, писал стихи и возглавлял газету Diario del Popolo («Народный дневник»), развернув в прессе кампанию против Австрии. В декабре 1848 г. Мамели приехал в Рим, где вёл подпольную работу для подготовки провозглашения Римской республики 9 февраля 1849 г. После Рима Мамели посетил Флоренцию, где предложил создание единого государства между Тосканой и Лацио.
В апреле 1849 года Мамели вернулся в Геную, но вскоре уехал снова в Рим, куда вторглись французские войска для восстановления папской власти (с провозглашением Римской республики папа Пий IX бежал в Гаэту), и принимал активное участие в боевых действиях. В июне 1849 года Мамели был случайно ранен в левую ногу штыком одного из своих товарищей. Рана не была серьёзной, но из-за инфекции началась гангрена, ногу пришлось ампутировать, но это его не спасло: 6 июля в 7.30 утра Мамели умер, не дожив до 22 лет. Отец Г. Мамели, узнав о тяжёлом состоянии сына, выехал из Генуи в Рим, но уже не застал его в живых.
Г.Мамели известен главным образом как автор текста итальянского национального гимна, «Песнь итальянцев» (итал. Il Canto degli Italiani), музыка Микеле Новаро, более известного в Италии как «Гимн Мамели» (итал. Inno di Mameli). Этот гимн был впервые использован в ноябре 1847 года во время визита короля Сардинии Карла Альберта в Геную. Другое произведение Г. Мамели — «Suona la tromba» («Гимн народу») — было положено на музыку Джузеппе Верди в 1848 году.

## Память

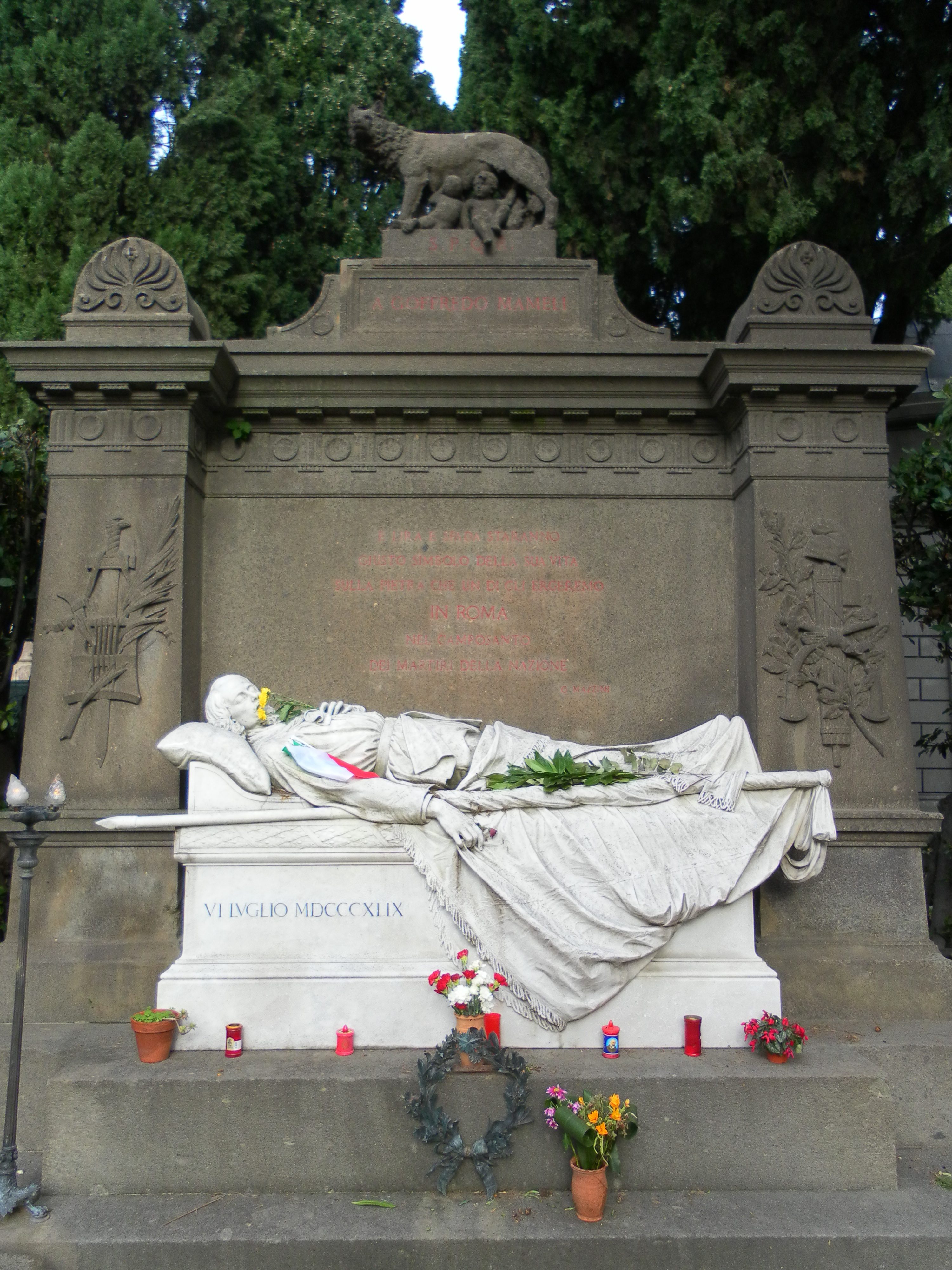
Могила Г. Мамели на кладбище Кампо Верано в Риме

- Г.Мамели установлен бюст на холме Яникул в Риме, а также ряд мемориальных досок.
- В честь Мамели была названа серия итальянских подводных лодок во время второй мировой войны.
- Имя Мамели носил партизанский батальон итальянского Сопротивления, а также часть берсальеров республики Сало.
- В 1948 году почта Италии выпустила марку к 100-летию смерти Г. Мамели[3].
- В 1975 году в честь Мамели была названа 32-я бронетанковая бригада итальянской армии.

## В массовой культуре
- В телефильме 2012 года «Анита Гарибальди»[итал.], показанном по каналу Rai 1 (режиссёр К. Бонивенто[итал.]) — роль Г. Мамели исполняет Филиппо Скарафиа.